# Jiří Motl
Jiří Motl (* 29. září 1984 v Litoměřicích) je český házenkář.
Jiří Motl, 184 cm vysoké a 84 kg vážící levé křídlo, hraje v současnosti za HK FCC Město Lovosice, jehož je odchovancem.
V minulosti hrál kromě Lovosic za týmy HC Dukla Praha a Házená Brno s.r.o.
Od roku 2005 je reprezentantem České republiky. Jiří Motl reprezentoval Česko na mistrovství Evropy v házené mužů 2008 v Norsku, na mistrovství Evropy v házené mužů 2012 v Srbsku a na mistrovství světa v házené v Kataru 2015.
V roce 2011 a 2012 byl vyhlášen nejlepším hráčem ZUBR Extraligy.
Sportovec Litoměřicka (2018, 2017, 2015, 2014, 2013, 2012, 2011, 2010).